# Protoptila maculata
Protoptila maculata är en nattsländeart som först beskrevs av Hagen 1861.  Protoptila maculata ingår i släktet Protoptila och familjen stenhusnattsländor. Inga underarter finns listade i Catalogue of Life.